# Spirostreptus sinuaticollis
Spirostreptus sinuaticollis är en mångfotingart som beskrevs av Carl Oscar von Porat 1894. Spirostreptus sinuaticollis ingår i släktet Spirostreptus och familjen Spirostreptidae. Inga underarter finns listade i Catalogue of Life.